# Arcevia
Arcevia là một đô thị ở tỉnh Ancona trong vùng Marche, Italia.

## Dân số
Tại thời điểm ngày 31 tháng 12 năm 2004, Arcevia có dân số 5.325 người.

## Địa lý và các đơn vị trực thuộc
Arcevia nằm ở độ cao 535 m trên mực nước biểnl, trên một ngọn đồi nhìn ra thung lũng sông Misa, cách 50 km về phía tây namc rua Ancona.
Arcevia giáp các đô thị sau: Barbara, Castelleone di Suasa, Genga, Mergo, Montecarotto, Pergola, Rosora, San Lorenzo in Campo, Sassoferrato, Serra de' Conti, và Serra San Quirico.

## Đô thị kết nghĩa
- Ribnica, Slovenia